# Марвила (Лиссабон)
Марвила (порт. Marvila) — населённый пункт и район в Португалии, входит в округ Лиссабон. Является составной частью муниципалитета Лиссабон. Находится в составе крупной городской агломерации Большой Лиссабон. По старому административному делению входил в провинцию Эштремадура. Входит в экономико-статистический субрегион Большой Лиссабон, который входит в Лиссабонский регион. Население составляет 38 766 человек на 2001 год. Занимает площадь 6,29 км².

## История
Район основан в 1959 году